# Назарчук, Арнольд Григорьевич
Арно́льд Григо́рьевич Назарчу́к (укр. Арнольд Григорович Назарчук; род. 12 августа 1932, Збаржевка) — украинский советский политик, председатель Киевского городского совета депутатов трудящихся в мае — ноябре 1990 года. Член КПСС с 1960 года.

## Биография
Родился 12 августа 1932 года в семье учителя. После окончания в 1956 году Киевского политехнического института по специальности «информационно-измерительная техника» работал инженером-технологом, старшим инженером, начальником лаборатории, заместителем главного конструктора заводов приборостроительной отрасли (Ереван, Житомир, Черкассы).
В 1964—1968 годах работал в должности главного инженера житомирского производственного объединения «Электроизмеритель».
В 1979—1986 годах работал в Москве руководителем главного комитета Министерства приборостроения, средств автоматизации и систем управления СССР.
С декабря 1986 по май 1990 — генеральный директор киевского научно-производственного объединения «Электронмаш».
Избран депутатом Киевского городского совета по избирательному округу № 146: первый тур выборов прошёл 4 марта, второй — 18 марта 1990 года. 15 мая по итогам пяти раундов голосования был избран председателем совета. Его кандидатура была выдвинута представителем блока коммунистов и беспартийных. Победа члена КПСС Г. Назарчука была обеспечена благодаря компромиссу между двумя блоками: фракцией коммунистов и беспартийных и фракцией «Демократический блок» (Народный Рух Украины и его сторонники). Компромисс заключался в том, что на должность заместителя председателя горсовета был избран представитель демократов А. Н. Мосиюк.
В должности председателя А. Г. Назарчук пробыл недолго. Одной из причин этого было то, что ему, в условиях острейшего политического кризиса в стране, не удалось консолидировать Киевсовет, заседания которого часто срывались из-за отсутствия кворума.
В июле 1990 года у Назарчука взял интервью американский журналист Дэвид С. Браудер из The Washington Post Writers Group. Это интервью под названием «Разочарование мэра большого советского города» было опубликовано во многих зарубежных изданиях.
Во время председательства Назарчука в Киевсовете 24 июля 1990 над мэрией по решению совета был поднят сине-желтый флаг, однако он сам не принимал соответствующего решения. Впоследствии Назарчук так прокомментировал это:

Шла сессия, где-то примерно посередине этой сессии мне стало плохо. Так что решение и принимал, и подписывал не я. Мне очень нравился именно такой флаг, но то, что украинский флаг должен был быть — не было сомнений.
Оригинальный текст (укр.)Йшла сесія, десь приблизно посередині цієї сесії мені стало зле. Так що рішення і приймав, і підписував не я. Мені не дуже подобався саме такий прапор, але те, що український прапор мав бути — не було сумнівів

.
4 ноября 1990 года Назарчук возглавлял делегацию Киева на Международной ассамблеи городов — посланцев мира в Нью-Хейвене (штат Коннектикут, США), где среди прочего встретился с представителями украинской диаспоры, с мэром Нью-Хейвена и с президентом Йельского университета.
31 октября 1990 года покинул пост председателя Киевсовета в знак протеста против того, что коммунистическая фракция в совете провела закрытую сессию исполкома, на которой санкционировала парад 7 ноября на Крещатике. Назарчук даже не был проинформирован об этом заседании. 1 ноября отставка была утверждена.
Своей основной заслугой на посту председателя Киевсовета считает решение создать газету Киевсовета «Крещатик», которая была первым в тогдашнем Советском Союзе общественным изданием.
После отставки с поста председателя Киевского городского совета работал в Киевском политехническом институте.
В 1993 году возглавлял Фонд коммунального имущества Киевсовета.

## Семья
- Женат, имеет двух сыновей.